# Chalonnes-sur-Loire
Chalonnes-sur-Loire is een gemeente in het Franse departement Maine-et-Loire (regio Pays de la Loire). De plaats maakt deel uit van het arrondissement Angers. Chalonnes-sur-Loire telde op 1 januari 2022 6.541 inwoners.

## Geografie
De oppervlakte van Chalonnes-sur-Loire bedroeg op 1 januari 2022 38,56 vierkante kilometer; de bevolkingsdichtheid was toen 169,6 inwoners per km².

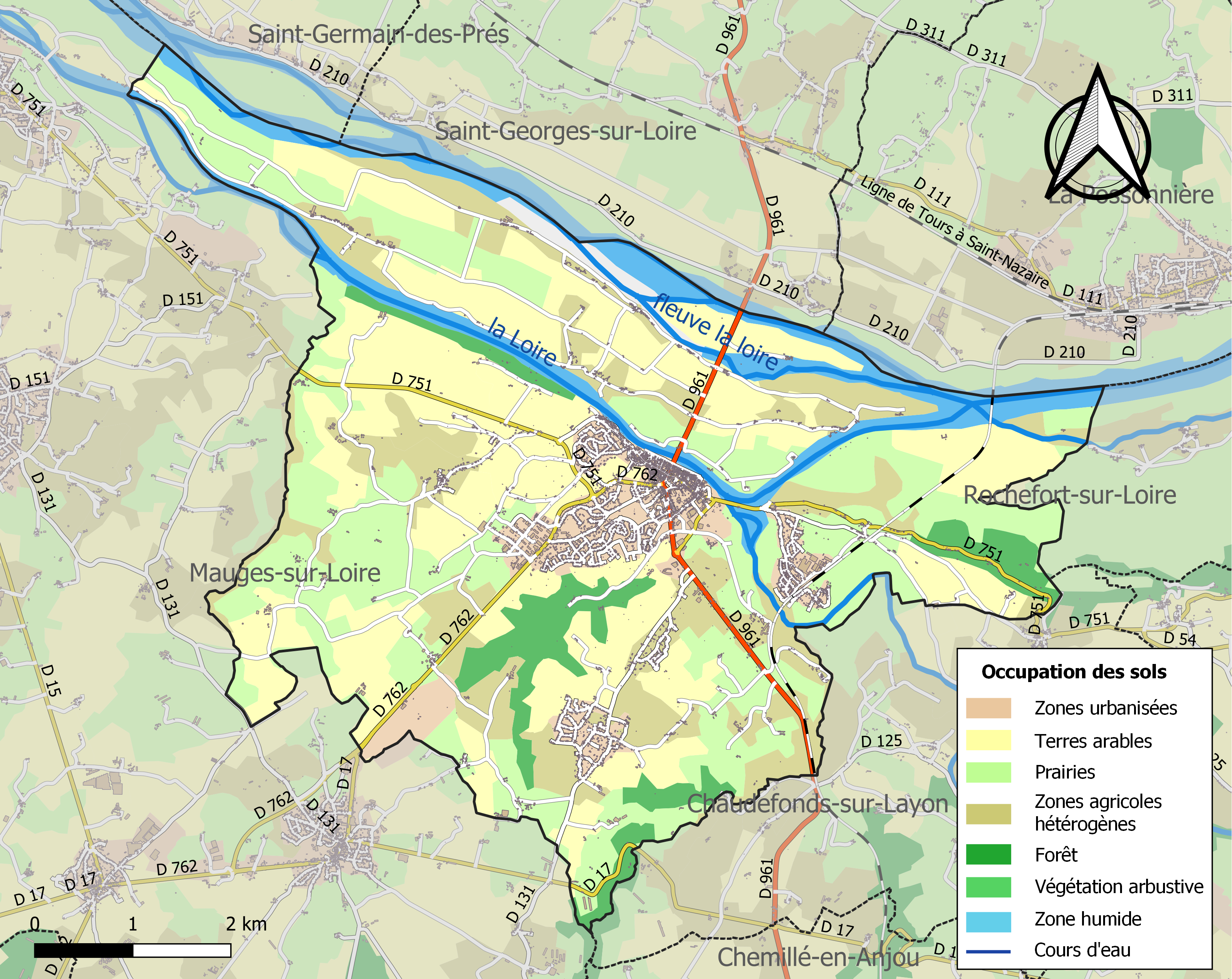
Kaart van de gemeente met de belangrijkste infrastructuur, bodemgebruik en omliggende gemeenten

## Demografie
Onderstaande figuur toont het verloop van het inwonertal (bron: INSEE-tellingen).

## Afbeeldingen

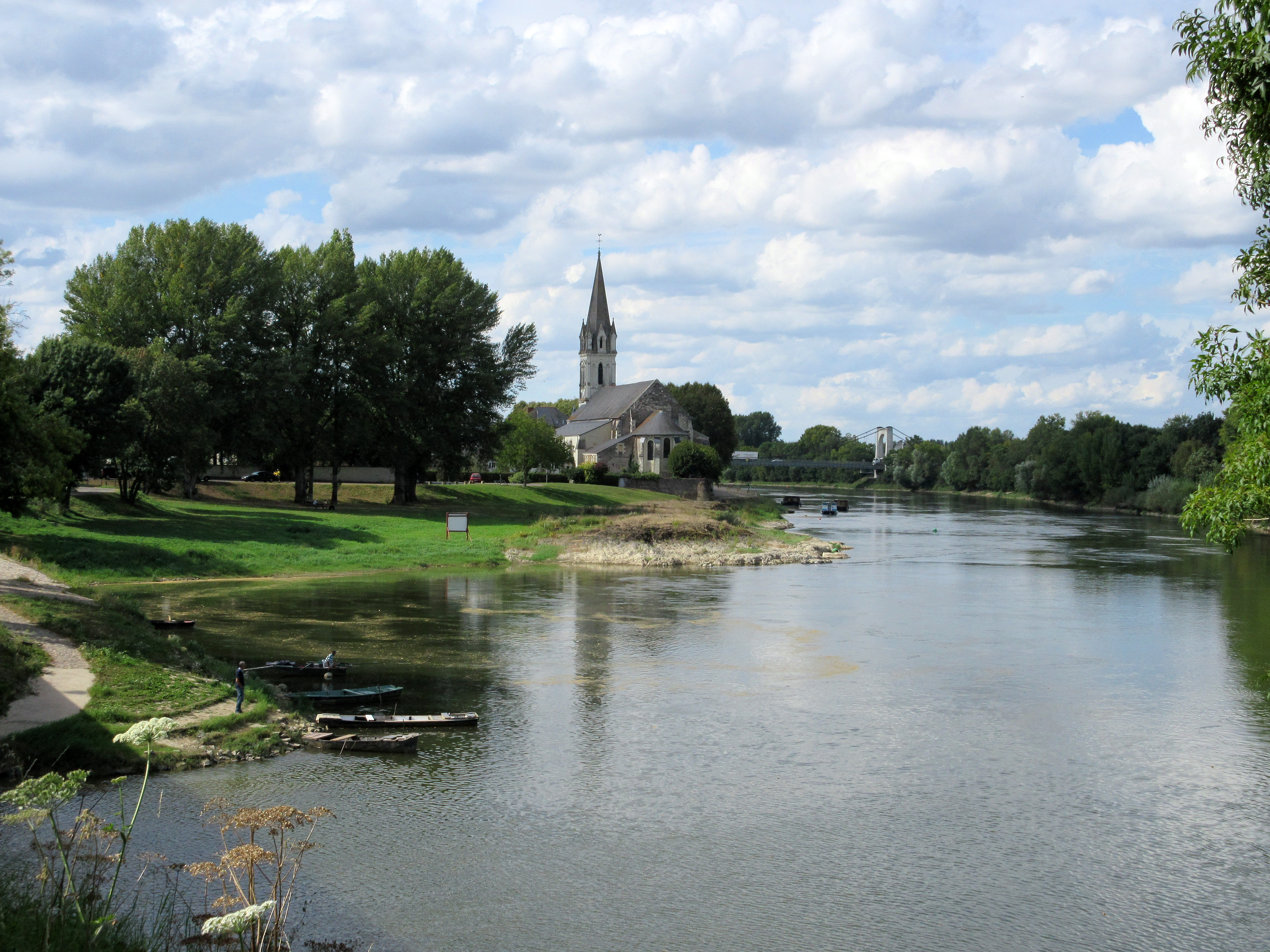
Gezicht op Chalonnes-sur-Loire
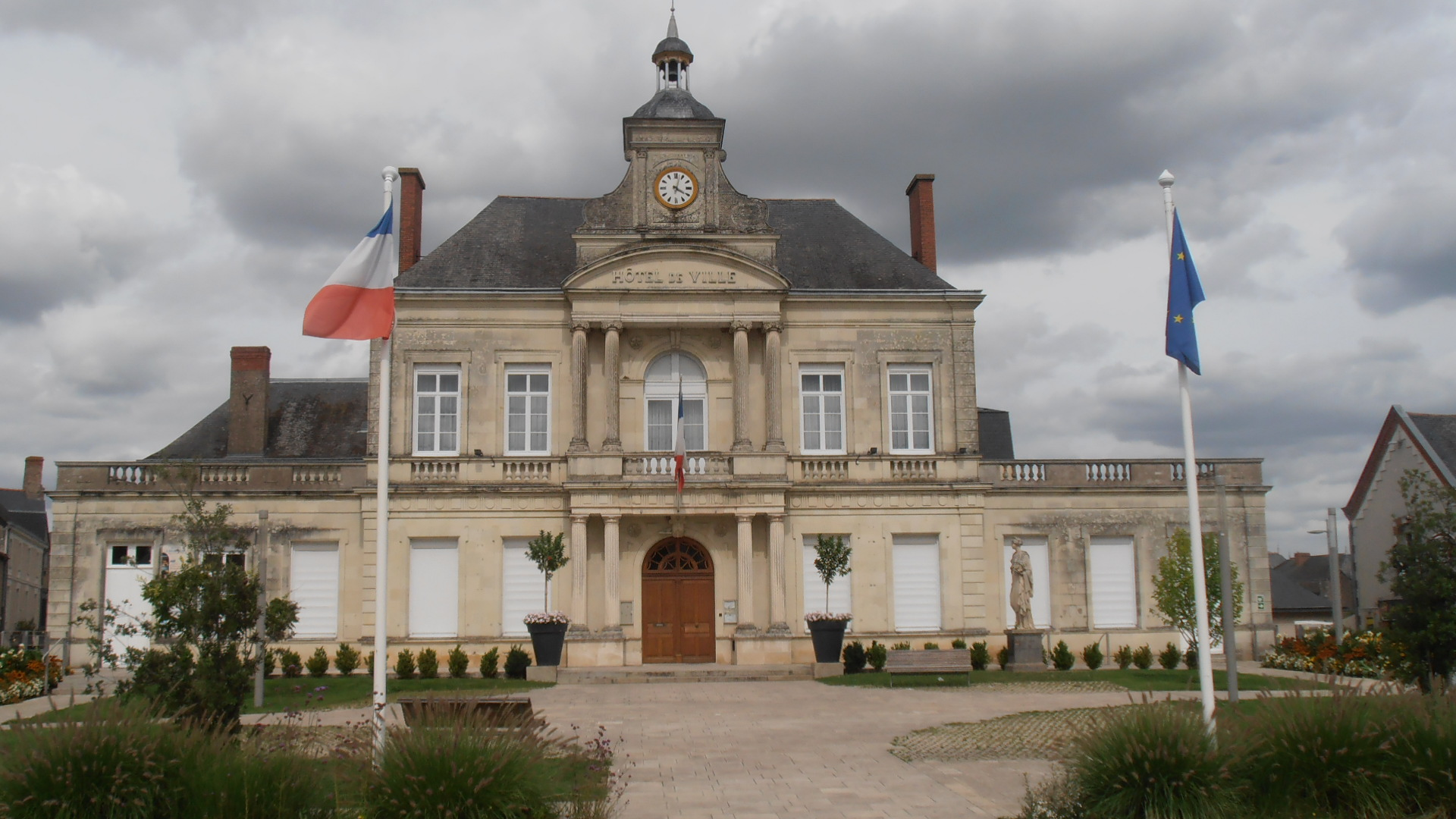
Gemeentehuis